# ريجنالد كينغ
ريجنالد كينغ (بالإنجليزية: Reginald King)‏ هو سياسي أسترالي، ولد في 9 أبريل 1869 في بريزبان في أستراليا، وتوفي بنفس المكان في 1955. حزبياً، نشط في Country and Progressive National Party ‏. وقد انتخب عضو المجلس التشريعي ولاية كوينزلاند عن دائرة لوغان ‏.